# ۶۳۶ (قمری)
۶۳۶ (قمری)، ششصد و سی و ششمین سال در گاهشماری هجری قمری است. اول محرم این سال برابر با سیزدهم اوت سال ۱۲۳۸ میلادی است.